# Parafia Miłosierdzia Bożego w Jarosławiu
Parafia Miłosierdzia Bożego w Jarosławiu – rzymskokatolicka parafia należąca do dekanatu Jarosław II, w archidiecezji przemyskiej. 

## Historia
27 kwietnia 1985 roku bp Stefan Moskwa poświęcił plac pod budowę kościoła przy ul. Grottgera. Następnie wybudowano tymczasową drewnianą kaplicę. 
1 września 1985 roku dekretem bpa Ignacego Tokarczuka została erygowana parafia, z wydzielonego terytorium parafii Trójcy Przenajświętszej (Reformaci), która objęła osiedle Kolonia Oficerska, Kidałowice i Widną Górę. W 1987 roku rozpoczęto budowę murowanego kościoła, według projektu arch. inż. Edwarda Makowieckiego. 3 listopada 1991 roku abp Ignacy Tokarczuk poświęcił kościół pw. Miłosierdzia Bożego.
Na terenie parafii jest 4 650 wiernych (w tym: Jarosław, Widna Góra, Kidałowice).
Proboszczowie parafii:
1985–2020. ks. prał. Marian Nabrzyski
2020– nadal ks. Maciej Kandefer

## Zasięg parafii
- Jarosław – ulice:[6]
  - Batorego, Chmielna, Chrobrego, Drużyniecka, Elektrowniana, Grottgera, Kazimierz Wielkiego, Kosynierska, Krakusa, Kossaka, Krótka, Leśna, Limanowskiego, Ludowa, Łączności, Łokietka, Mączyńskiego, Mieszka I, Orkana, Orzeszkowej, Piastów, Popiela, Pruchnicka, Przemysłowa, Przyjaźni, Siemieńskiego, Solskiego, Sowińskiego, Strzelecka, Traugutta,  Senatora T. Ulmy, Wandy, Gen. Wacława Wieczorkiewicza, Wiejska, Władysława Jagiełły, Wolna.
- Widna Góra – ulice:[6]
  - Agrestowa, Brzozowa, Bukowa, Chłopicka, Cicha, Cisowa, Cyprysowa, Daglezjowa, Dębowa, Grabowa, Jagodowa, Jarosławska, Jarzębinowa, Jesionowa, Jodłowa, Kasztanowa, Klonowa, Malinowa, Migdałowa, Modrzewiowa, Oliwkowa, Osiedlowa, Pańska, Porzeczkowa, Poziomkowa, Roźwienicka (część), Sosnowa, Świerkowa, Truskawkowa, Wiązowa, Widokowa, Wierzbowa, Zaułek.
- Kidałowice